# ハチミツにはつこい
『ハチミツにはつこい』は、水瀬藍による日本の漫画作品。『Sho-Comi』（小学館）にて、2012年11号から2015年8号まで連載。『だから、俺にしなよ』以来の“幼なじみ”を題材としたストーリー。

## ストーリー
——幼なじみのスキってどんなスキなんだろう…?
椎名小春と杉浦夏生は小さな頃からの幼なじみ。幼なじみとして夏生のことを大好きな小春。それは夏生も一緒で、この当たり前のような関係はいつまでも続くと思っていた。
しかし高校へと入学後、中学の頃は気付かなかったが、どうやら夏生はモテるらしく、いつも女子に囲まれ楽しそうに話している。そんな姿を見ると、小春は何故か心の中がモヤモヤとして落ち着かない。何でも知っている夏生の知らないところが増え、夏生の顔を見るだけでドキドキしてしまう。この気持ちは“幼なじみだから”と思っていた小春だが、次第にこれは“恋”なのだと気付いてしまう。

## 登場人物
※担当声優はドラマCD版のもの。
椎名小春（しいな こはる）
誕生日：8月4日。星座:獅子座。
声 - 寿美菜子
夏生と一緒に高校へと入学したばかりのリア充女の子。双子の妹と末っ子の妹がいる。明るく元気な性格、だが、身長は148センチメートルと小さく、夏生からは幼児体型と言われている。料理が得意で、何かに悩んでいるときなどは決まって朝食を豪華に作ってしまう。ずっと幼なじみとしての関係が続くと思っていた夏生を異性として好きなのだと気付いてしまい、告白するが夏生に幼なじみの好きと勘違いされてしまう。彼女の誕生日は8月4日。
杉浦夏生（すぎうら なつき）
誕生日：8月10日。星座:獅子座。
声 - 木村良平
幼なじみの小春と一緒に高校へと入学。小春からは“なっちゃん”と呼ばれている。ちょっとエッチでお調子者な性格だが、女子からはモテモテ。運動神経も良いが、唯一水泳だけが苦手で泳げない。両親は小さい頃に離婚しており、兄と父と一緒に暮らしている。小春同様に彼女を幼なじみとして大切に思っており、小春が男子と話していると何故かモヤモヤしてしまう。入学式の際、保健室で偶然泣いているところを見かけた西園寺秋（後述）に惹かれている。
西園寺秋（さいおんじ あき）
誕生日：8月13日。星座:獅子座。
小春達と同い年で容姿端麗の美少女。優しい性格。有名なホテルグループのお嬢様でもある。マカロンが好き。頭も良く、特別進学コースの新入生代表の挨拶も務めた。保健室で偶然泣いているところを夏生に目撃される。入学式の代表挨拶の際、夏生に助けられたこともあり、彼を意識している。
都築冬哉（つづき とうや）
誕生日：9月23日。星座:天秤座。
声 - 内山昂輝
秋同様に特別進学コースの新入生代表挨拶を一緒に務め、トップ入学した男の子。医者の息子で口数が少なく物静かな美少年。口が悪く、小春曰く“嫌な奴”で小春を小学生呼ばわりする。

### クラス
愛田好花（あいだ このか）
小春と夏生と中学生の頃からの仲良しグループの1人。少しぽっちゃりしているミーハーな女の子。暖かい目で小春たちを見守る。
小鳥遊すみれ（たかなし すみれ）
小春と夏生と中学生の頃からの仲良しグループの1人。クールな性格の女の子。
松本 蒼一郎（まつもと そういちろう）
小春と夏生と中学生の頃からの仲良しグループの1人。少しチャラチャラしている性格の男の子。夏生には、蒼（そう）と呼ばれている。
コタロー
小春と夏生と中学生の頃からの仲良しグループの1人。松本とは正反対で、いつもオドオドしている大人しい性格の男の子。
仁科先生（にしなせんせい）
小春たちの担任の先生。

## 番外編
- ハチミツにはつこい プロローグ（2012年『Sho-Comi』本誌10号）
- ハチミツにはつこい 番外編（2012年『Sho-Comi』増刊10月15日号） - 夏祭りのストーリー
- ハチミツにはつこい　番外編　春　キミにはつこい（Sho-Comi本誌 2013年4月5日号 付録-安堂まい紫海早希などが参加した）

## 書籍情報

### コミック
- 水瀬藍 『ハチミツにはつこい』 小学館 〈少コミフラワーコミックス〉[3] 、全12巻
  1. 2012年11月26日発売 ISBN 978-4-09-134730-5
  2. 2012年12月26日発売 ISBN 978-4-09-134739-8
  3. 2013年3月26日発売 ISBN 978-4-09-134864-7
  4. 2013年6月26日発売 ISBN 978-4-09-135193-7
  5. 2013年9月26日発売 ISBN 978-4-09-135400-6
  6. 2014年1月24日発売 ISBN 978-4-09-135646-8
    - 第6巻 レピピアルマリオ コラボパスケース付き限定版 ISBN 978-4-09-159178-4

  7. 2014年3月26日発売 ISBN 978-4-09-135787-8
  8. 2014年7月25日発売 ISBN 978-4-09-136034-2
  9. 2014年9月26日発売 ISBN 978-4-09-136209-4
  10. 2014年12月26日発売 ISBN 978-4-09-136585-9
  11. 2015年3月26日発売 ISBN 978-4-09-136657-3
  12. 2015年8月26日発売 ISBN 978-4-09-137207-9

### ファンブック
- 『ハチミツにはつこい 小春に学ぶしあわせルール50』 小学館 〈少コミフラワーコミックス〉
  1. 2014年12月26日発売 ISBN 978-4-09-137030-3

### 小説
- 著：高瀬ゆのか・イラスト：水瀬藍 小学館 〈フラワーコミックスルルルnovels〉
  1. 『ハチミツにはつこい 〜アーリーデイズ〜』 2013年9月26日発売 ISBN 978-4-09-135707-6
  2. 『ハチミツにはつこい 〜ウィンターデイズ〜』 2014年9月26日発売 ISBN 978-4-09-136620-7
- 著：金杉弘子・イラスト：水瀬藍  小学館 〈小学館ジュニア文庫〉
  1. 『ハチミツにはつこい ファースト・ラブ』 2014年3月24日発売 ISBN 978-4-09-230754-4
  2. 『ハチミツにはつこい アイ・ラブ・ユー』 2014年8月6日発売 ISBN 978-4-09-230771-1